# William Huggins
Pour les articles homonymes, voir Huggins.

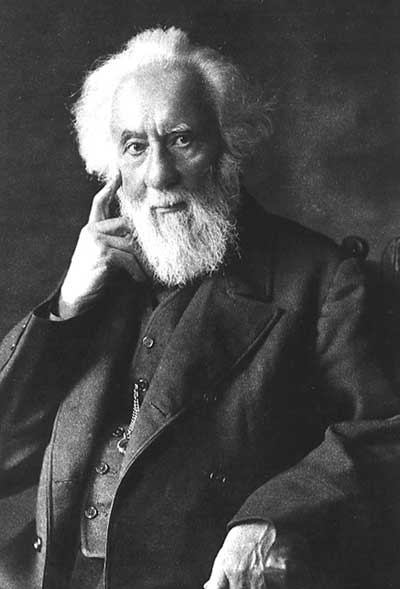
William Huggins

William Huggins (7 février 1824 - 12 mai 1910) est un astronome britannique, un des pionniers de la spectroscopie appliquée à l'astronomie.

## Biographie
À 30 ans, il vend l'affaire familiale et construit un observatoire à Tulse Hill dans le sud de Londres. Il y étudie les raies d'émission et d'absorption de divers objets célestes. La première observation spectroscopique de William Huggins publiée en 1863 démontre que les étoiles sont composées des mêmes éléments qui apparaissent sur la Terre et sur la surface du Soleil[réf. souhaitée]. En 1875, après son mariage avec Margaret Lindsay Murray, sa femme l'aide dans ses observations. Tandis que la plupart des biographies mentionnent le nom de celle-ci comme simple assistante, son activité semble aller bien au-delà.
Il est le premier à distinguer les nébuleuses des galaxies en montrant que certaines (tel que la nébuleuse d'Orion) présentent le spectre d'un gaz chaud, tandis que d'autres, comme la galaxie d'Andromède, présentent un spectre caractéristique d'une étoile.
Huggins est président de la Royal Society de 1900 à 1905.

## Publications
- Spectrum analysis in its application to the heavenly bodies -- L'analyse spectrale dans ses applications aux corps célestes, Manchester, 1870 ;
- Atlas of Representative Spectra, en collaboration avec lady Huggins, Londres, 1899 (Publications de l'observatoire de Sir William Huggins, volume 1) ;
- The Royal Society, or, Science in the state and in the schools, Londres, 1906 ;
- (en) Sir William Huggins et Lady  Huggins, « The scientific papers of Sir William Huggins », Publications de l'observatoire de Sir William Huggins, London, vol. 2,‎ 1909

## Distinctions et récompenses
- Médaille d'or de la Royal Astronomical Society (1867 avec William Allen Miller, 1885) ;
- prix Lalande en 1870 ;
- Médaille Copley (1898) ;
- Médaille Henry Draper (1901) ;
- Médaille Bruce (1904) ;
- Un cratère sur la Lune et un sur Mars portent son nom, de même que l'astéroïde (2635) Huggins.